# Мощаница (Ровненская область)
Мощаница (укр. Мощаниця) — село в Острожской городской общине Ровненского района Ровненской области Украины.
До 2020 года входило в Острожский район.
Население по переписи 2001 года составляло 1172 человека. Почтовый индекс — 35833. Телефонный код — 3654. Код КОАТУУ — 5624285301.